# Fender
Fender — американская компания, производящая электрические и акустические гитары, музыкальное оборудование. Занимает одно из лидирующих мест на рынке музыкальных инструментов.

## Краткая история
Компания «Fender Musical Instruments Corporation» основана Лео Фендером (Clarence «Leo» Fender) в Калифорнии в 1946 году.
В 1950 году была выпущена электрогитара Fender Esquire с одним звукоснимателем. На основе этой гитары в 1951 году разработана Fender Broadcaster с двумя звукоснимателями. Эта гитара была переименована в Telecaster и сегодня является одной из самых популярных гитар среди профессиональных музыкантов.
В этом же году Лео Фендер изобрёл первую в истории массовую электрическую бас-гитару Fender Precision Bass, которая и в наши дни является для многих музыкантов и производителей эталоном бас-гитары.
В 1954 году Fender выпустил свой первый Stratocaster — легендарную гитару, которая произвела настоящую революцию в мире музыки. Форма этой гитары определила тенденции производства гитар на многие годы вперёд.
В последующие годы были разработаны несколько моделей гитар, большинство из которых производится и в наше время:
- 1958 — Fender Jazzmaster,
- 1960 — Fender Jazz Bass,
- 1961 — Fender Bass V,
- 1961 — Fender Bass VI,
- 1962 — Fender Jaguar,
- 1964 — Fender Mustang,
- 1965 — Fender Coronado,
- 1987 — Fender Performer,
- 1993 — Fender Prodigy,
- 1994 — Fender Jag-Stang,
- 1995 — Fender Roscoe Beck Bass,
- 2005 — Fender Jaguar Baritone Custom.

В 1987 году компания Fender открыла фабрику в 180 милях к югу от Лос-Анджелеса в Энсенаде (Мексика). Там начали производство стандартных моделей гитар, продаваемых по невысоким ценам. На американском же заводе было оставлено производство дорогих моделей высокого качества и начал работу Fender Custom Shop — подразделение, изготавливающие элитные инструменты, гитары на заказ, переиздания классических моделей Fender и подписные модели известных музыкантов.
В 1991 году Лео Фендер умер от осложнений, вызванных болезнью Паркинсона.
В 2006 году Fender отпраздновал своё 60-летие. 

В октябре 2007 года Fender и Kaman объявили о том, что компания Fender приобретает основанное в 1966 году подразделение Kaman Music Corporation за 117 млн долларов.